# Молошки
Молошки (укр. Молошки) — село в Городокской городской общине Львовского района Львовской области Украины.
Население по переписи 2001 года составляло 93 человека. Почтовый индекс — 81521. Телефонный код — 3231.

## История
В 1946 г. Указом ПВС УССР хутор Жбадин переименован в Молошки.